# Barrios Mágicos de Ciudad de México
Los Barrios Mágicos de Ciudad de México son áreas urbanizadas turísticas en Ciudad de México. El programa está patrocinado por el gobierno de la ciudad pero es el modelo del programa de Pueblos Mágicos del Gobierno Federal de México.
El primero de los barrios fue nombrado en el año 2011 por el Secretario de Turismo de la Ciudad, Alejandro Rojas Díaz Durán. Cada uno de los veintiún barrios nombrados recibieron un pergamino con la acreditación de la aceptación para registrarlo en el periódico oficial llamado La Gaceta Oficial del DF. La primera en recibir este pergamino fue Santa María Magdalena Atlitic.
Los veintiún barrios incluyen 
- El centro histórico de Coyoacán
- La zona Roma-Condesa
- El centro histórico de Xochimilco
- San Ángel
- San Agustín de la Cuevas (centro histórico de Tlalpan)
- Santa María la Ribera
- Zona Rosa
- Garibaldi
- Villa de Guadalupe
- Santiago Tulyehualco
- Mixcoac
- Tacubaya
- Santa María Magdalena Atlitic
- El centro histórico de Azcapotzalco
- La Merced
- Mixquic
- El centro histórico de Cuajimalpa
- San Pedro Atocpan
- Pueblo Culhuacán
- Tacuba
- Santa Julia
- El centro histórico de Iztacalco.[5]

El Secretario de Turismo de la ciudad planea tener 30 barrios, con áreas tales como la reserva ecológica de Los Dínamos.
Los barrios han sido declarados solo en el papel, debido a que ni la ciudad ni los municipios tienen dinero para su promoción. La Legalidad del programa ha sido cuestionada por el presidente de la ALDF Comisión de Turismo, Carlo Pizano, como las designaciones se hicieron sin la publicación previa del público.
El 27 de septiembre de 2024, el Estado de México se unió al programa designando sus dos primeros Barrios Mágicos.